# Ali Diakité
Ali Diakaté (Béoumi; 3 de marzo de 1993) es un futbolista marfileño. Juega como centrocampista en el Hibernians FC, equipo de la Premier League de Malta en la República de Malta.Ha sido internacional con Costa de Marfil en la categoría de Sub-20.
Después de pasar por varios equipos, llegó al CD Alcoyano en tercera división de España donde logró un ascenso a segunda división B en una temporada casi perfecta (2019/20) la cual solo perdió un partido. La siguiente temporada fue la mejor de diakite pues a logrado su primer ascenso a 1RFEF y ganó en copa a dos equipos de primera, al Huesca (2-1) y al Real Madrid (2-1) el cual asistió al gol que les dio la victoria. Ahora juego el la Unión Deportiva Yugo Socuéllamos

## Trayectoria
Su carrera empezó en las categorías inferiores del UD Almería para luego saltar a las filas del Comarca de Níjar.
Ya como profesional, Ali Diakaté empieza su carrera en el CF Pobla de Mafumet, filial del Club Gimnàstic de Tarragona, en el que estuvo a prueba para acabar luego fichando por el UB Conquense en el que estuvo a prueba.
En el mercado de invierno pasa a formar parte del equipo de la SD Leioa para pasar luego a integrar las filas del CD Guadalajara donde cuaja una gran temporada, pero acaba fichando por el UD Melilla.